# Deutsche Schachzeitung
Die Deutsche Schachzeitung war eine von 1846 bis 1988 monatlich in Berlin (zeitweise in Leipzig) erscheinende deutschsprachige Schachzeitschrift.

## Geschichte
Erstmals erschien sie im Juli 1846 als Publikationsorgan der Berliner Schachgesellschaft, damals noch unter dem Namen Schachzeitung. Erster Redakteur war Ludwig Bledow.
Sie erhielt im Jahre 1872 den Namen Deutsche Schachzeitung und wurde bis September 1944 ununterbrochen herausgegeben. Im Oktober 1950 erschien sie erstmals wieder. Herausgeber war von diesem Zeitpunkt bis 1988 Rudolf Teschner. Im Oktober 1955 fusionierte die Deutsche Schachzeitung mit der Schachzeitschrift Caissa. Sie hieß dann bis Sommer 1985 Deutsche Schachzeitung Caissa. Ein Nachdruck der Jahrgänge 1846 bis 1944 in 29 Bänden erschien ab 1985 in der Edition Olms, Zürich.
Mit dem Januarheft 1989 wurde die Deutsche Schachzeitung unter anderem aus finanziellen Gründen in die Zeitung Schach-Report integriert und hörte faktisch auf zu existieren. Der Schach-Report seinerseits ging 1996 in der Zeitschrift Schach auf.

## Liste der Redakteure
| Von     | Bis     | Redakteure                                            |
| ------- | ------- | ----------------------------------------------------- |
| 1846/07 | 1846/08 | Ludwig Bledow                                         |
| 1846/09 | 1851    | Wilhelm Hanstein, Otto von Oppen                      |
| 1851    | 1852    | Otto von Oppen, N. D. Nathan                          |
| 1852    | 1856    | Otto von Oppen                                        |
| 1857    | 1858/01 | Jean Dufresne                                         |
| 1858/02 | 1864    | Max Lange                                             |
| 1865/01 | 1866    | Eugen von Schmidt, Johannes Minckwitz                 |
| 1867    | 1871    | Johannes Minckwitz                                    |
| 1872    | 1876    | Johannes Minckwitz, Adolf Anderssen                   |
| 1876/12 | 1878    | Constantin Schwede, Adolf Anderssen                   |
| 1879/01 | 1886/12 | Johannes Minckwitz                                    |
| 1887/01 | 1891    | Curt von Bardeleben, Hermann von Gottschall           |
| 1892    | 1896    | Hermann von Gottschall                                |
| 1897    |         | Siegbert Tarrasch                                     |
| 1898    |         | Johann Berger, Paul Lipke                             |
| 1899    | 1916    | Johann Berger, Carl Schlechter                        |
| 1917    | 1918    | Carl Schlechter                                       |
| 1919    | 1921    | Jacques Mieses                                        |
| 1922    | 1923    | Friedrich Palitzsch                                   |
| 1924    |         | Friedrich Palitzsch, Ernst Grünfeld                   |
| 1925    |         | Max Blümich, Friedrich Palitzsch, Ernst Grünfeld      |
| 1926    |         | Max Blümich, Friedrich Palitzsch                      |
| 1927    | 1931    | Max Blümich, Friedrich Palitzsch, Heinrich Ranneforth |
| 1932/02 | 1942    | Max Blümich, Heinrich Ranneforth, Josef Halumbirek    |
| 1942/03 | 1942/04 | Heinrich Ranneforth, Josef Halumbirek                 |
| 1942/05 | 1943/03 | Theodor Gerbec, Heinrich Ranneforth, Josef Halumbirek |
| 1943/04 | 1944/09 | Ludwig Rellstab                                       |
| 1950/12 | 1988/12 | Rudolf Teschner                                       |